# 高廟村駅
高廟村駅（こうびょうそん-えき）は、中華人民共和国重慶市沙坪ハ区に位置する重慶軌道交通1号線の駅。駅番号は111

## 駅構造

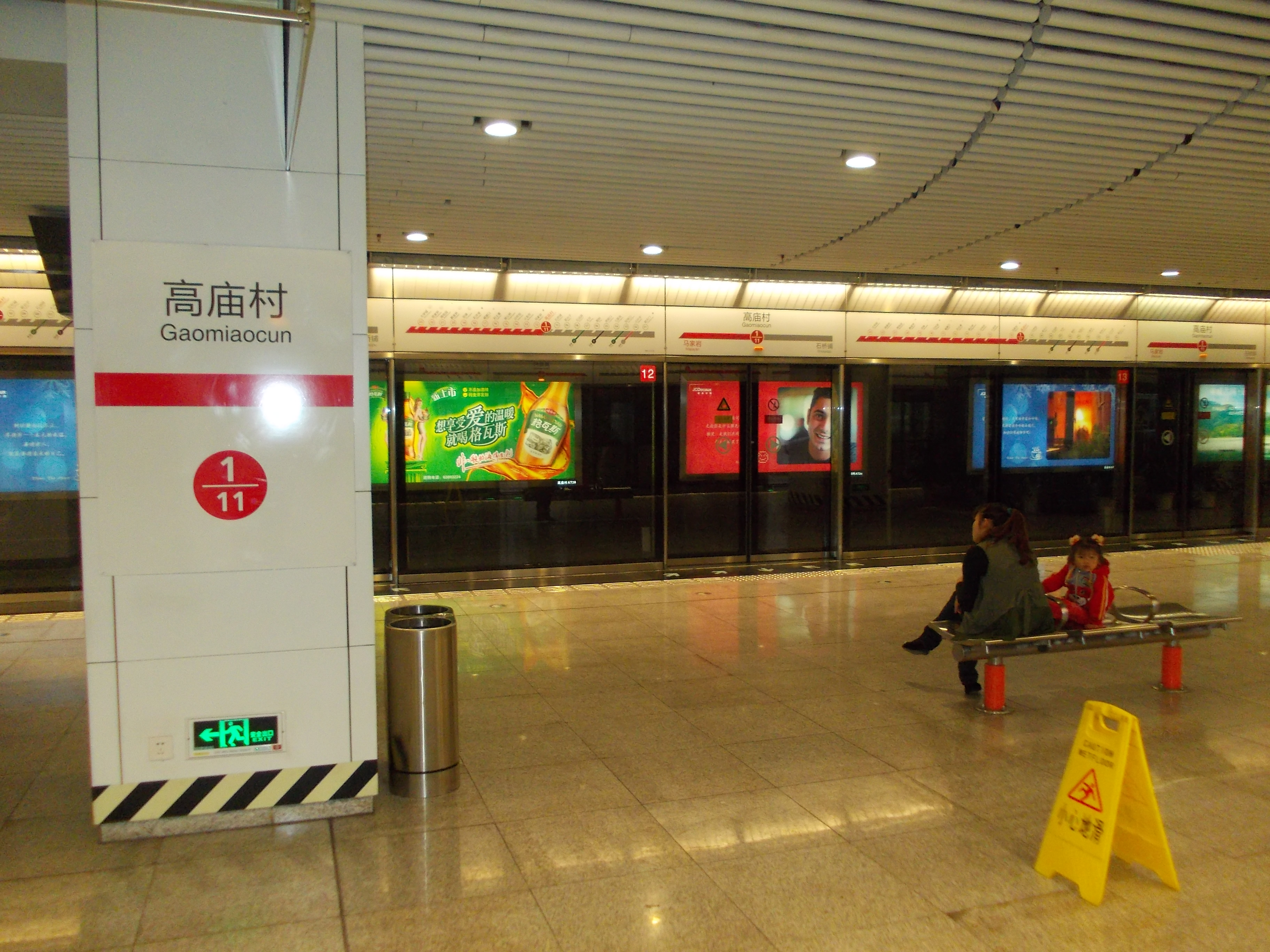
ホーム

島式1面2線の駅である
馬家岩停車場に繋がっている
| 至朝天門 | ←      | 上り | ← |        |
|          | ホーム |      |   |        |
|          | →      | 下り | → | 至璧山 |

- ホーム

## 歴史
- 2011年7月28日　開業

## 隣の駅
重慶地下鉄
■1号線
石橋鋪駅 - 鵝嶺駅 - 馬家岩駅